# Viktor Olsson (artist)
Anders Viktor Olsson, född 21 september 1992 i Stenungsund, är en svensk artist och låtskrivare. 
Viktor Olsson debuterade år 2015 med albumet Stenungsund och blev samma år utsedd av Mauro Scocco till Årets Nykomling på Musikförläggarnas pris.
Olsson har gjort flera samarbeten med andra svenska artister. År 2019 gästades Pernilla Andersson av Viktor Olsson i julduetten Decemberblues. På Olssons tredje album Allt jag ville säga gästar Maria Andersson, från Sahara Hotnights, singeln Saknat dig nog .
År 2021 startade Olsson sitt eget skivbolag Stora Ängen Records och gav ut sin första singel i egen regi.
24 juni 2022 släppte dansbandet Lasse Stefanz en cover på Viktor Olssons låt Evergreen. Lasse Stefanz. I april 2023 belönades covern med en guldplatta.

## Diskografi

### Album
- Allt jag ville säga (2020)
- Viktor Olsson (2018)
- Stenungsund (2015)

### Singlar & EP-skivor
- Ensam när du går (2021)
- Evergreen (2020)
- Saknat dig nog (2020)
- Elin (2020)
- Alla pratar om forever (2019)
- Du lever livet (2019)
- Marlon Brando (2018)
- Bestäm dig (2018)
- T-shirt & Jeans (2018)
- Alla lämnar till slut (2016)
- Regn (2015)